# Clear Air Turbulence
Die Klarluftturbulenz oder Clear Air Turbulence (abgekürzt CAT), zu deutsch Turbulenz in wolkenfreier Luft, ist eine starke Luftbewegung in Bereichen ohne sichtbare Wolkenphänomene. Sie führt bei starken Beschleunigungen i. d. R. zu einer ungewollten Höhenänderung eines Flugzeugs, was von Flugzeuginsassen teilweise als „Luftloch“ aufgefasst wird. Sie tritt während des Fluges auf, ohne dass der Pilot dies durch intensive Beobachtung des Luftraumes vorhersehen kann. In klarer Luft hat der Pilot keinen sichtbaren Anhaltspunkt für die Bewegung der Luftmassen.
Die Clear Air Turbulence wird durch das Aufeinandertreffen von größeren Luftmassen verursacht, die sich mit stark unterschiedlichen Geschwindigkeiten in Höhen von 7.000 bis 12.000 Metern bewegen. Das Phänomen tritt häufig im Bereich des Jetstreams auf, manchmal auch in der Nähe von Gebirgszügen. Diese Art von Turbulenz kann eine erhebliche Gefährdung für die Luftfahrt darstellen, da sie im Gegensatz zu anderen Wetterphänomenen, wie zum Beispiel Gewitter, weder mit dem bloßen Auge noch mit Radar geortet werden kann und deshalb nicht rechtzeitig durch Umfliegen ausgewichen werden kann. Ansatzweise kann eine Clear Air Turbulence mit einem Scintillometer (Messung der Refraktionseigenschaft der Luft) oder mit einem Doppler-Lidar gemessen werden.
Der sehr schnelle Wechsel der Richtung und Geschwindigkeit der Luft führt zu raschen und unberechenbaren Schwankungen im Auftrieb des Flugzeugs.
Größere Flugzeuge werden auf Grund ihrer großen Flügelspannweite und ihrer hohen Masse und der damit verbundenen Massenträgheit nicht so stark von diesen Turbulenzen durchgeschüttelt. Andererseits wird das Flugwerk dieser Maschinen von Turbulenzen besonders stark belastet.

## Schwere Zwischenfälle
- Am 5. März 1966 verunglückte auf BOAC-Flug 911 eine Boeing 707-436 der BOAC (G-APFE) siebzehn Minuten nach dem Start vom Flughafen Tokio-Haneda, als sie infolge einer schweren Clear Air Turbulence in der Luft auseinanderbrach. Alle 124 Menschen an Bord, die sich auf einer Weltumrundung befanden, kamen dabei ums Leben.

- Am 5. September 1996 geriet die Boeing 747-428 des Air-France-Flugs 437 von Kapstadt nach Paris bei Ouagadougou, Burkina Faso in eine Zone mit schweren Turbulenzen, wodurch ein Passagier getötet und 25 Personen verletzt wurden.

- Am 5. Dezember 1996 wurden 16 Passagiere auf einem Flug von American Airlines verletzt, als das Flugzeug über Colorado in eine Clear Air Turbulence geriet.

- Am 28. Dezember 1997 geriet eine Boeing 747 der United Airlines (Flug 826) auf dem Flug von Tokio nach Honolulu nach zwei Flugstunden über dem Westpazifik in 33.000 Fuß Flughöhe, 1.000 Meilen östlich von Tokio in schwere Turbulenzen. Die Piloten hatten kurz vorher eine Warnung über starke Clear Air-Turbulenzen erhalten und das Anschnallzeichen eingeschaltet. Das Flugzeug wurde sehr schwer durchgeschüttelt, die Innenkabine verwüstet, Passagiere und Getränkewagen flogen an die Decke. Ein Passagier starb bei dem Vorfall, 110 Passagiere wurden verletzt. Das Flugzeug kehrte sofort nach Tokio um. Zwölf Passagiere wurden ins Krankenhaus aufgenommen. Der Flugschreiber zeigte, dass das Flugzeug von der Turbulenz angehoben wurde und sechs Sekunden später um 100 Fuß (ca. 30 Meter) durchsackte.[1]

- Am 10. Januar 2008 wurden 14 Passagiere auf dem Air-Canada-Flug AC190 verletzt, als der Airbus 319 auf seinem Weg von Toronto nach Victoria in einer Flughöhe von 35.000 Fuß unversehens in schwere Turbulenzen geriet. Sechs Passagiere wurden schwer verletzt und mussten nach der Notlandung in Calgary stationär versorgt werden.

- Am 12. April 2016 geriet eine Boeing 777-200 mit der Flugnummer Thai Airways International TG434 auf dem Weg von Jakarta nach Bangkok in heftige Turbulenzen, welche mehrere Personen verletzten.[2]

- Am 1. Mai 2017 wurden bei schweren Turbulenzen auf einem Flug von Moskau nach Thailand 27 Insassen eines russischen Passagierflugzeugs verletzt. Die Maschine der Fluggesellschaft Aeroflot befand sich nach Behördenangaben bereits im Landeanflug auf Bangkok, als sie in der Nacht zum Montag plötzlich in Turbulenzen geriet. Das Flugzeug wurde so heftig durchgeschüttelt, dass nicht angeschnallte Passagiere gegen die Decke geschleudert wurden. Nach Angaben der russischen Botschaft in Bangkok wurden 24 Russen und drei Thailänder verletzt. Die meisten Opfer hätten Prellungen oder Knochenbrüche erlitten, mehrere Passagiere mussten demnach operiert werden.

- Am 21. Mai 2024 wurden bei schweren Turbulenzen beim Singapore-Airlines-Flug 321 von London nach Singapur 71 Menschen verletzt; ein Passagier starb. Der Langstreckenflug mit einer Boeing 777-312ER von London nach Singapur wurde daraufhin nach Bangkok umgeleitet.

Laut FAA gab es von 1981 bis 1996 genau 252 Berichte über Turbulenzen, die große Flugzeuge betrafen. Dabei starben zwei Passagiere (beide nicht angeschnallt), 63 wurden schwer verletzt, 863 wurden leicht verletzt. Zwei Drittel der Unfälle traten in Flughöhen über 30.000 Fuß auf. Jährlich werden in den USA zirka 60 Passagiere durch Turbulenzen verletzt, weil sie nicht angeschnallt sind.
Diese Vorfälle unterstreichen die Empfehlung vieler Fluglinien und der FAA von 1995, während des gesamten Fluges möglichst angeschnallt zu bleiben, auch wenn das Anschnallzeichen erloschen ist. Die Piloten müssen während des gesamten Fluges mit ihrem Beckengurt angeschnallt bleiben. Die Schultergurte, die nur zum Start und zur Landung vorgeschrieben sind, werden bei erwarteten Turbulenzen zur Sicherheit wieder angelegt.
Schon beim kleinsten Anzeichen von Clear Air Turbulence (zum Beispiel Piloten-Report, PIREP von anderen Flugzeugen) schalten die Piloten das Anschnallzeichen für die Passagiere an und werden eventuell Flughöhe oder Flugroute leicht ändern und die Fluggeschwindigkeit reduzieren.
Bei kleineren Flugzeugen wird die maximale Geschwindigkeit für Flüge in turbulenter Luft als VNO (Velocity Normal Operations, Normal Operating Speed oder Maximum Structural Cruising Speed) bezeichnet und ist am Fahrtmesser das Ende des grünen Bogens. Danach beginnt der gelbe Bogen. Dieser Geschwindigkeitsbereich darf nur bei ruhiger Luft geflogen werden. Weiterhin wird der Pilot seine Ruderausschläge (Steuerausschläge) begrenzen und keine vollen Ruderausschläge mehr vornehmen. Sonst könnten sich die Belastungen der Flugzeugstruktur durch die Ruderausschläge und die Turbulenzen zu einer kritischen Kraft summieren.

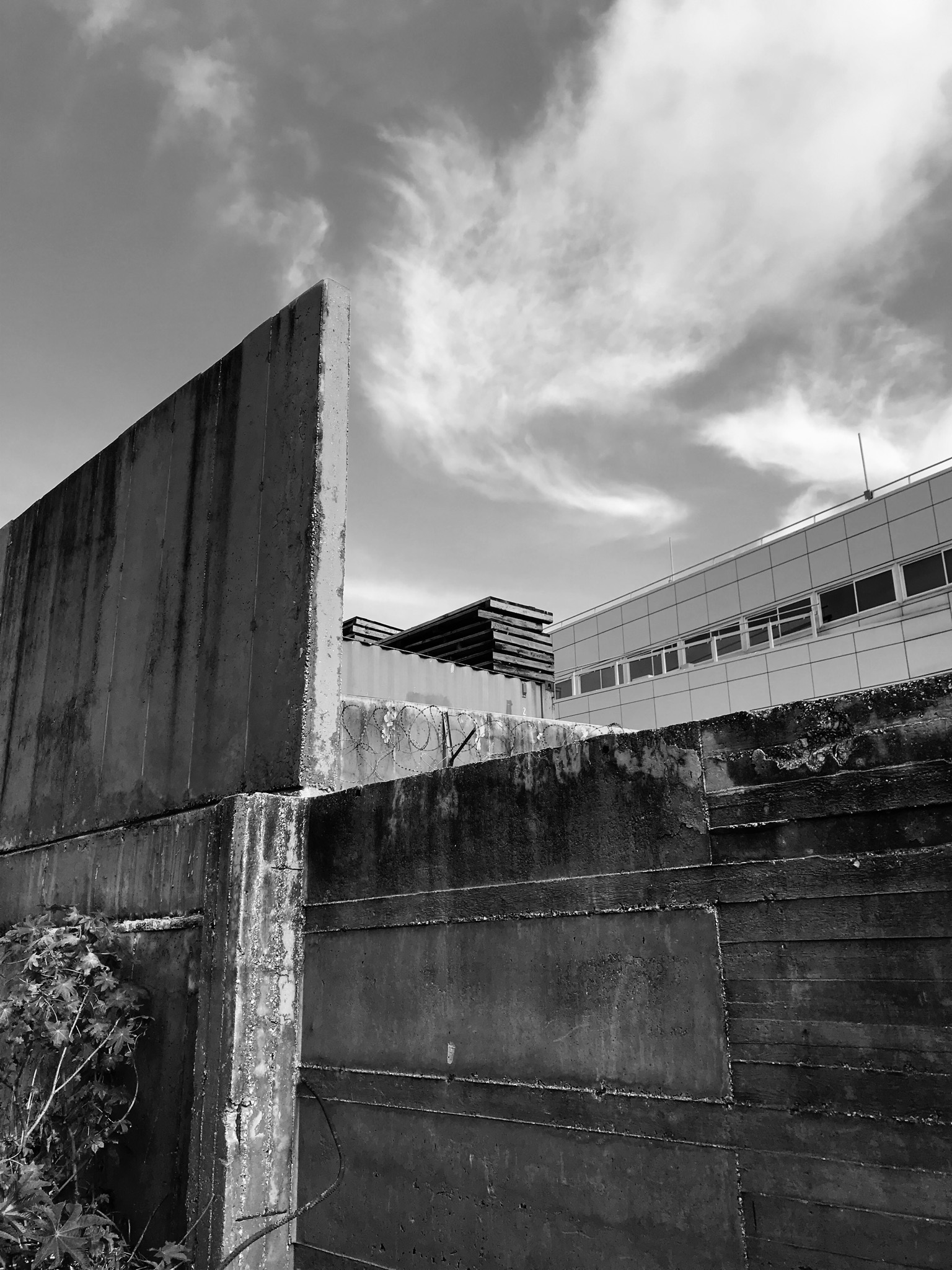
Air turbulence

## Gefahren
Man geht davon aus, dass Clear Air Turbulences alleine nicht in der Lage sind, Flugzeuge zu beschädigen oder gar zu zerstören.
Hingegen in Verbindung mit anderen Umständen, Wetterphänomenen oder statischer Materialschwäche (siehe Haarrisse), gilt es als gesichert, dass Clear Air Turbulences zu Beschädigungen oder sogar zur vollständigen Zerstörung eines Flugzeuges beitragen können, siehe BOAC-Flug 911.
Allerdings ist hierbei auch zu berücksichtigen, dass sich das Unglück der Boeing 707 der BOAC am frühen Beginn der Jet-Luftfahrt, 1966, ereignete, und seitdem weitläufige Materialveränderungen die Stabilität neuer Flugzeuge grundsätzlich verbessert haben.